# Вайсфлог, Йенс
Йенс Вайсфлог (нем. Jens Weißflog; р. 21 июля 1964, Штайнхайдель-Эрлабрунн, Саксония, ГДР) — немецкий прыгун с трамплина.
3-кратный олимпийский чемпион (1984 — в прыжках с малого трамплина, 1994 — в прыжках с большого трамплина и в команде), серебряный призёр Олимпийских игр 1984 г. в прыжках с большого трамплина, 2-кратный чемпион мира в прыжках со среднего трамплина (1985, 1989), 4-кратный победитель «Турне четырёх трамплинов» (1984, 1985, 1991, 1996). Он стал первым лыжником, победившим на предновогоднем турне 4 раза. 33 раза победил на этапах Кубка мира по прыжкам с трамплина. Больше побед имеют только Янне Ахонен (36), Адам Малыш (39), Грегор Шлиренцауэр (50) и Матти Нюканен (46).